# Max Jones (Journalist)
Ronald Maxwell „Max“ Jones (* 28. Februar 1917 in London; † 1. August 1993 in Chichester)
war ein britischer Jazz-Autor, Hörfunkmoderator und Journalist.

## Leben und Wirken
Jones lernte zusammen mit seinem Bruder Cliff autodidaktisch Saxophonspiel, bevor die beiden um 1930 ein halbprofessionelles Tanzorchester mit dem Namen Campus Club Dance Band gründeten. Nachdem sich die Band 1935 aufgelöst hatte, versuchte Jones sich als Vollzeitmusiker zu etablieren und wurde Mitglied einer Formation, die von dem Trompeter Johnny Claes geleitet wurde und sich stilistisch an Coleman Hawkins orientierte. 1942 und 1943 arbeitete er im Radioprogramm der BBC (Radio Rhythm Club); 1942 gründete er mit den Autoren Albert McCarthy und Charles Fox das Magazin Jazz Music, dessen Verdienst es war, „der bahnbrechenden Rolle der afroamerikanischen Kultur neue Geltung zu verschaffen, die soziale Dimension der Musik zu unterstreichen und den Hochglanz der Kommerzialisierung des Bigband-Swing anzugreifen.“ Seit 1944 schrieb er für den Melody Maker in der Rubrik Collectors' Corner Features, ab Januar 1945 in Vollzeitstellung. Er schuf sich in den folgenden Jahren eine Reputation als ausgewiesener Kenner des New Orleans Jazz, des Swing und Mainstream Jazz.
Eine Sammlung seiner Veröffentlichungen über Musiker wie Coleman Hawkins, Johnny Hodges, Billie Holiday und Mary Lou Williams erschien 1987 in Buchform unter dem Titel Talking Jazz. 1971 legte er mit John Chilton eine Biografie über Louis Armstrong vor. Er schrieb auch etliche Liner Notes, etwa für CD-Editionen der Kenny Clarke/Francy Boland Big Band und der Spirits of Rhythm.
Jones ist der erste Jazzmusiker, der professioneller Journalist wurde und ausschließlich über Jazz schrieb. Er war Vorbild und Mentor einer jüngeren Generation von Rockmusik-Autoren und -Kritikern.
Jones war mit Betty Salberg verheiratet und hatte einen Sohn.

## Buchveröffentlichungen
- Max Jones / John Chilton: Louis: The Louis Armstrong Story, 1900–1971 Boston: Little, Brown and Co. 1971

deutsch: Max Jones / John Chilton: Die Louis Armstrog Story 1900–1971. Herder, Freiburg, 1972. ISBN 3-451-16584-8
- Jazz Talking: Profiles, Interviews, and Other Tiffs on Jazz Musicians. London, MacMillan, 1987, New York City: Da Capo Press, 2000
- Lee Collins, Mary Spriggs Collins, Frank Gillis, John W. Miner Oh, Didn't He Ramble: The Life Story of Lee Collins (Vorwort von Max Jones)